# Far EasTone

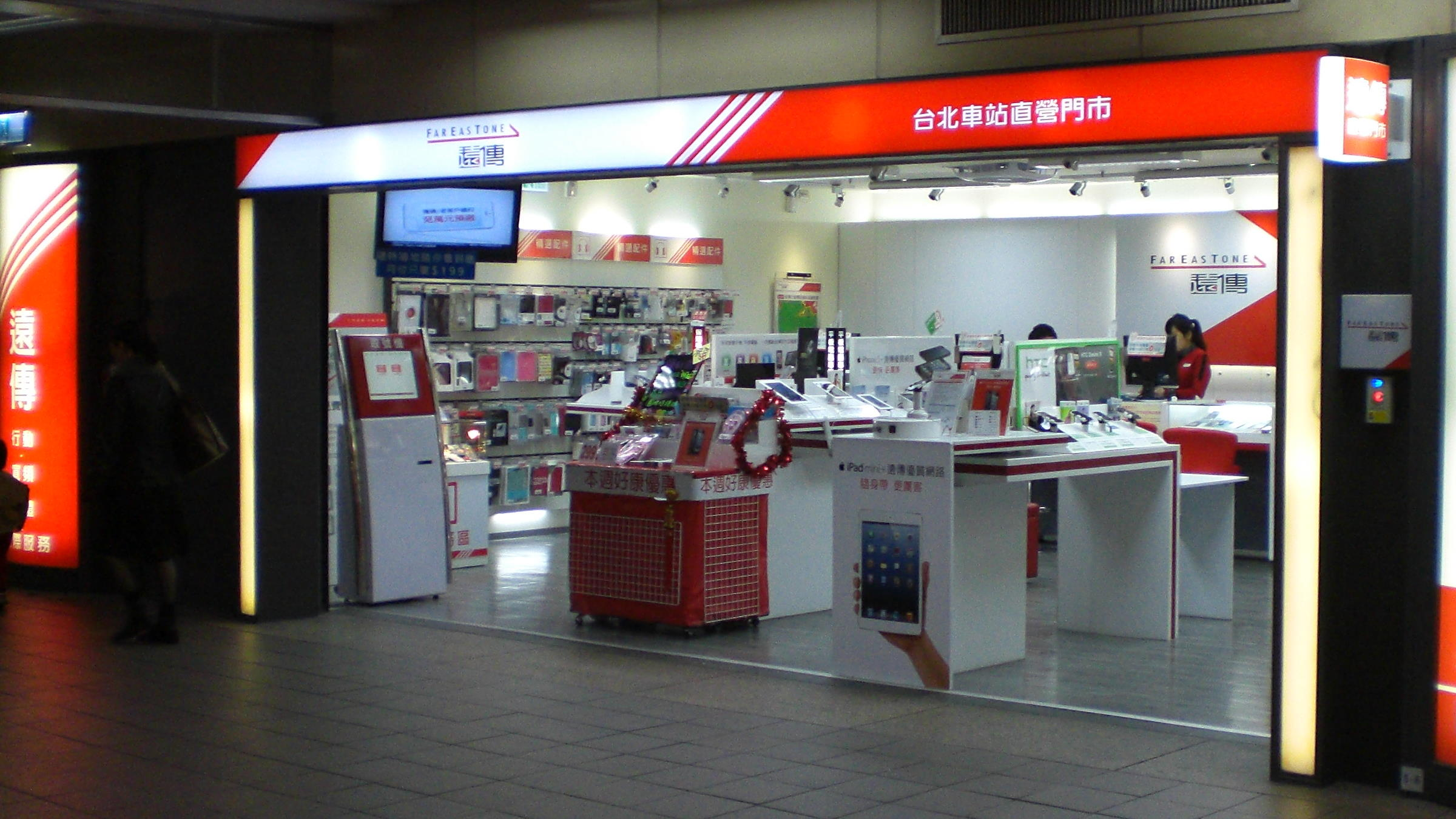
Negozio al dettaglio FarEasTone

파이스톤(Far EasTone, 遠傳電信, 위안찬전신)은 중화민국(대만)의 전기통신 기업이다. 중화전신, 타이완 모바일에 이어 세 번째로 큰 규모다.

## 역사
파이스톤은 1996년 10월 파이스톤이 AT&T와 합작 투자하여 설립했다. 회사는 1997년 1월에 2개의 무선(GSM 900 및 GSM 1800) 서비스 라이선스를 받았다. 이듬해 파이스톤은 서비스를 시작하고 완전히 통합된 이중 대역 시스템을 도입한 최초의 회사가 되었다.
파이스톤은 자바 32K SIM 툴킷, 모바일 뱅킹, 모바일 상거래, 금융, 엔터테인먼트 및 헤드라인 뉴스에 대한 실시간 액세스, 모바일 팩스/메일, 로고 다운로드 및 전자 쿠폰을 제공하는 최초의 대만 회사이다. 1999년 3월, 사업을 시작한 지 14개월 만에 파이스톤은 다른 어떤 GSM 운영업체보다 빠르게 백만 명의 수익 창출 고객을 달성했다.
회사는 2001년 12월 대만 OTC 증권 거래소에 티커 코드 4904로 상장되었으며, 2005년 8월 전자 부문 대만 증권 거래소에 공식 상장되었다. 2006년 9월 파이스톤은 3G WCDMA 서비스 제공을 시작했다.
2009년 12월 16일 파이스톤은 WiMAX 라이선스를 취득했으며 12월 22일부터 WiMAX 전송 서비스를 제공하기 시작했다. 2013년 10월 30일, 대만의 LTE 표준 라이선스 입찰은 파이스톤이 LTE 주파수 대역(700MHz A2/1800MHz C3, C4)에 대해 NT$313억 1500만(총 대역폭 30MHz)을 지불하면서 종료되었다. 파이스톤은 2014년 6월 3일에 4G LTE 서비스를 출시했고, 2020년에는 5G NR 서비스를 출시했다.

## 같이 보기
- 대만의 기업 목록